# Fake (アルバム)
『fake』（フェイク）は、流田Projectの5thオリジナルアルバム。COCP-38195。

## 収録曲

### CD
1. 進むべき道（3：35）
  - 作詞、作曲、編曲、歌：流田Project
2. 未来聖闘士Ω〜セイントエボリューション〜 （4：08）  
  - 作詞：森由里子、作曲：岩崎貴文、編曲：大石憲一郎、流田Project、歌：流田Project

1stシングル
アニメ『聖闘士星矢Ω』新生聖衣編オープニングテーマ
3. リメイク（3：24）
  - 作詞、作曲、編曲、歌：流田Project
4. fake（3：24）
  - 作詞、作曲、編曲、歌：流田Project

舞台『ホイッスル!』主題歌
5. byebyebye（4：24）
  - 作詞、作曲、編曲、歌：流田Project
6. モンキーボーイ（2：48）
  - 作詞、作曲、編曲、歌：流田Project
7. future（3：05）
  - 作詞、作曲、編曲、歌：流田Project
8. mind（2：58）
  - 作詞、作曲、編曲、歌：流田Project
9. fly away（3：47）
  - 作詞、作曲、編曲、歌：流田Project
10. GO!GO!ライブ（2：34）
  - 作詞、作曲、編曲、歌：流田Project、コーラス：MITオールスターズ
11. 夢、走り出す（3：49）
  - 作詞、作曲、編曲、歌：流田Project
12. 小さな産声（2：57）
  - 作詞、作曲、編曲、歌：流田Project
13. 約束（3：37）
  - 作詞、作曲、編曲、歌：流田Project
14. カリフラワー（3：29）
  - 作詞、作曲、編曲：流田Project、歌：明坂聡美
15. ヤマガタ店長（3：11）
  - 作詞、作曲、編曲：流田Project、歌：山形ユキオ

### DVD
1. 未来聖闘士Ω~セイントエボリューション
2. fake

## スタッフ
- レコーディング＆ミキシングエンジニア：木村雅和
- レコーディングアシスタントエンジニア：甲斐俊哉
- マスタリングエンジニア：滝口弘道